# Ligeia
Ne doit pas être confondu avec Ligie ou Ligie (Néréide).
 (mars 2023).
Ligeia est une nouvelle d'Edgar Allan Poe, publiée pour la première fois en anglais en septembre 1838. Cette nouvelle a ensuite été traduite par Charles Baudelaire et publiée en 1856 dans le recueil Histoires extraordinaires.

## Résumé
Sur le bord du Rhin, le narrateur rencontre et épouse Ligeia, une jeune noble d'une grande beauté et aux connaissances immenses. Grande et mince, aux longs cheveux noirs ondulés, aux yeux noirs fendus, il émane d'elle une mystérieuse étrangeté. Ligeia tombe malade et meurt en laissant le narrateur au désespoir.
Il se réfugie dans un ancien couvent anglais, et fait la connaissance d'une autre noble jeune fille, Lady Rowena de Trevanion, blonde aux yeux bleus, belle aussi mais très différente de sa première femme. Il l'épouse sans pouvoir oublier un instant Ligeia. Leur chambre de noce ressemble à une tombe.
Lady Rowena est rapidement assaillie d'évènements étranges, surnaturels évoquant une maison hantée. Épuisée par son angoisse, peu soutenue par un mari opiomane qui ne l'aime pas, elle tombe malade et meurt.
Dans la chambre mortuaire, le narrateur se retrouve seul à veiller son épouse défunte. Au milieu de la nuit, de nombreux signes montrent que le cadavre revit puis que la mort le reprend. Terrorisé, il assiste à ces résurrections successives jusqu'à ce qu'au petit matin, le cadavre se lève du lit mortuaire entouré de son suaire. Écartant le drap, il se rend compte qu'il a devant les yeux une jeune femme grande, aux yeux et aux longs cheveux noirs, Ligeia.

## Filmographie
- La nouvelle a inspiré trois films américains : 
  - La Tombe de Ligeia (The Tomb of Ligeia) réalisé par Roger Corman en 1965.
  - Ligeia réalisé par Dave Lawler en 2002[réf. souhaitée].
  - The Tomb (en), réalisé par Michael Staininger en 2009.
- Le court-métrage Ligeia (2008) réalisé par Yannick Delhaye utilise le texte de la nouvelle pour raconter une histoire librement inspirée de cette dernière de manière expérimentale[réf. souhaitée].
- Ligeia est un poème cinématographique muet surligné de musique, réalisé en 2022 (en 35 mm) par le plasticien Jork sculpteur, qui mêle librement les thématiques littéraires de Ligéia et du Portrait ovale[réf. souhaitée].

## Musique
- La chanteuse Mylène Farmer mentionne le titre de la nouvelle à de nombreuses reprises dans sa chanson Allan, sortie en 1988 sur l'album studio Ainsi soit je..., puis en 1989 en single en version live[2].